# Río Barbadún
El río Barbadún (en euskera, Barbadun) , también llamado río Mercadillo o río Mayor, es un río del norte de España, en la Cornisa Cantábrica, que desemboca en el mar Cantábrico a través de la ría homónima, en la localidad vizcaína de Musques.

## Curso
El Barbadún nace en Mercadillo (Sopuerta) por la confluencia del río Goritza, procedente de los montes de Ordunte, y varios arroyos que descienden de las zonas de Avellaneda y Bezi. Discurre en dirección norte a lo largo de unos 15 km recibiendo varios afluentes como los ríos Galdames y Cotorrio. Después de atravesar Musques se abre un estuario de marismas y dunas hasta su desembocadura en la playa de la Arena.
Todo el estuario del Barbún al norte de la Autovía A-8 ha sido declarado Zona Especial de Conservación denominándose "ZEC Ría de Barbadun".
Repartidas por su cuenca se encuentran restos de ferrerías como la del Pobal y antiguas minas de hierro que actualmente no están en explotación.